# SS Great Eastern
SS Great Eastern («Грейт І́стерн») — металевий пароплав з комбінованим вітрильно-паровим рушієм. Крім шести щогл з вітрилами приводився в рух гвинтом та гребними колесами. При довжині 211 м з часу спуску на воду 1858 до кінця XIX ст. був найбільшим металевим кораблем світу. На ньому могли розмістити 4 000 пасажирів і без поповнення запасу вугілля здійснити подорож з Британії до Австралії. Був використаний для прокладення Трансатлантичного кабелю (1866). У XIX ст. вживалось позначення «PS» для колісних пароплавів і «SS» (англ. Steamship) для гвинтових пароплавів.

## Передісторія

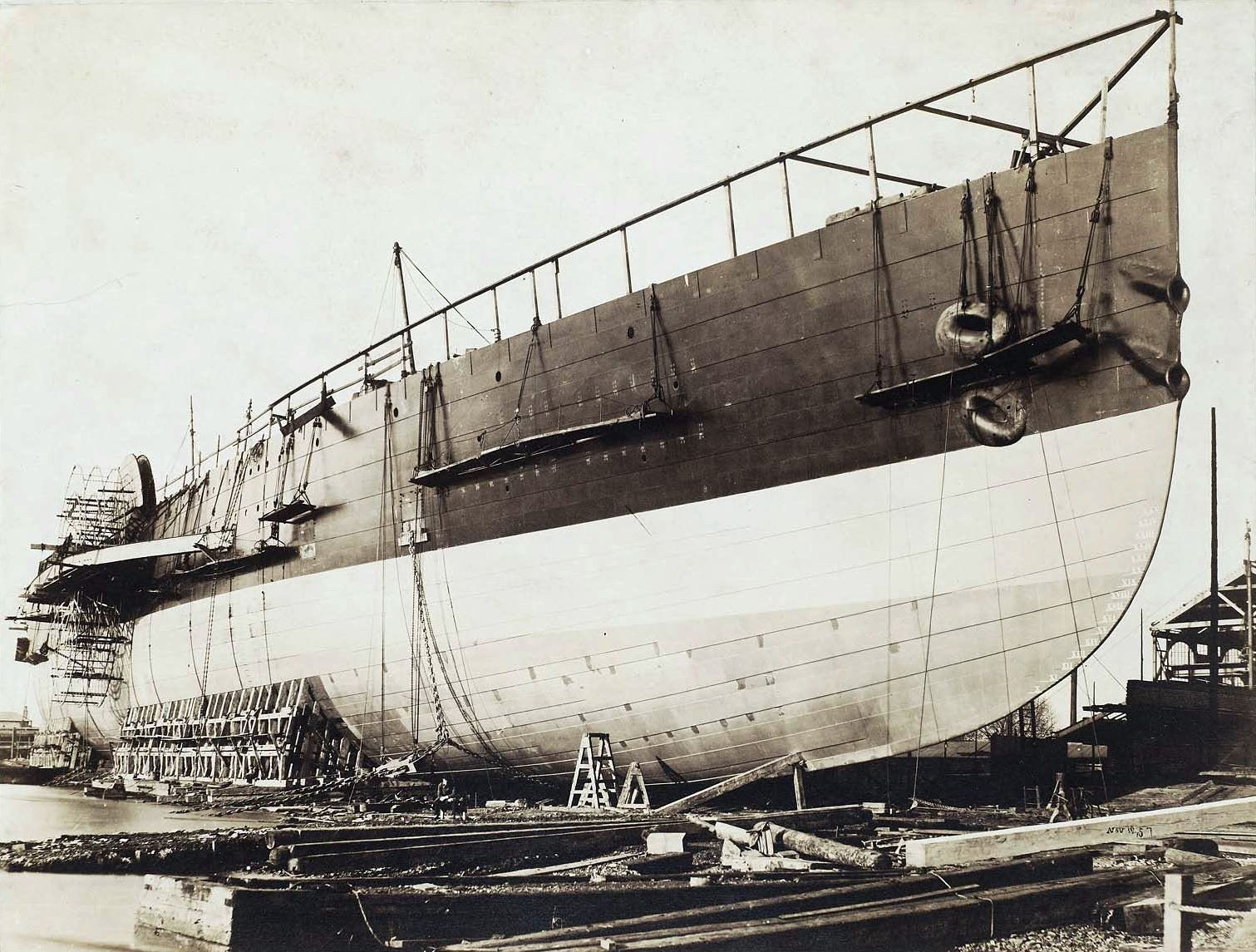
Будівництво SS Great Eastern. 1857

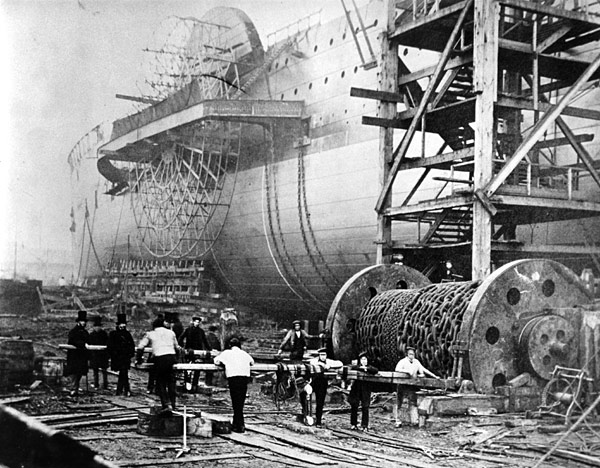
Будівництво SS Great Eastern. 1858

Після перших успішних рейсів пароплавів «SS Sirius» і «Great Western» до Північної Америки британський конструктор Ісамбард Кіндом Брунель почав розвивати ідею економічної вигоди подорожі до Австралії без поповнення запасу вугілля. Він оцінив розміри судна у 180 м × 20 м × 9,1 м, що у шість разів перевершувало розміри тодішніх суден. Велике судно буде економнішим завдяки меншій чисельності екіпажу, витратам вугілля на 1 пасажира, чи на тонну вантажу. У якості рушія Брунель обрав вітрила, гвинт і гребні колеса для пересування у неглибоких акваторіях. Брунель залучив до проектування досвідченого корабела Джона Скотта Расселла. Той розробив розрахунки, згідно з якими корабель повинен був мати водотоннажність 20 000 тонн, потужність двигуна 8 500 к.с. і швидкість 14 вузлів (26 км/год). З своєю пропозицією вони звернулись до керівництва Східної пароплавної компанії (англ. Eastern Steam Navigation Company), що займалась торгівлею з Індією, Китаєм, Австралією. Перевага проекту полягала у тому, що корабель не заходив би у порти для поповнення запасу вугілля, виграючи час у швидкохідніших кораблів. У липні 1852 рада директорів прийняла пропозицію, призначивши Брунеля інженером проекту. Біля Лондону найшли місце для будівництва, відмовившись від дорогих планів механізації спуску на воду. Корабель заклали 1 травня 1854 на Собачому острові — сьогодні це східна частина Лондона Іст-Енд.

## Історія

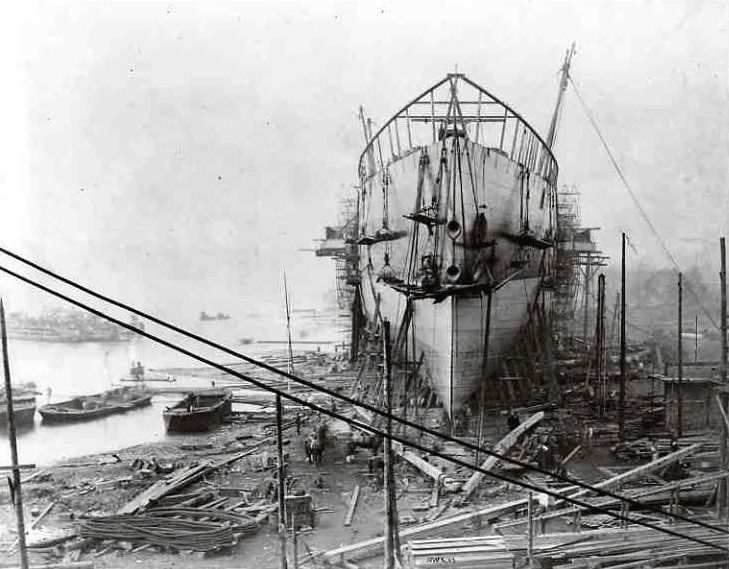
Спуск на воду SS Great Eastern. 1858

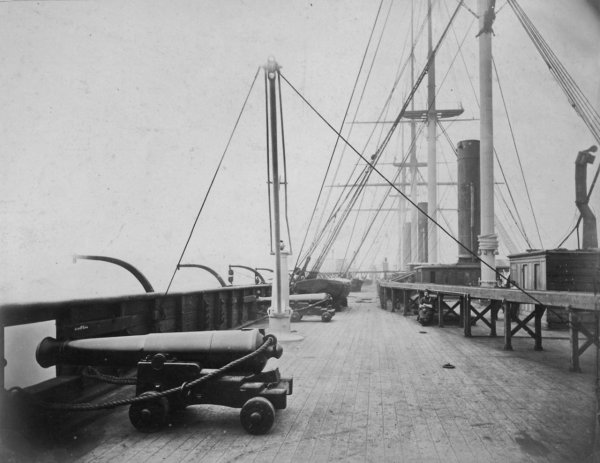
Палуба SS Great Eastern. 1865

SS Great Eastern спроектував британський конструктор Ісамбард Кіндом Брунель, який залучив конструктора Джона Скотта Рассела. Між ними існували значні розбіжності зокрема через фінансові проблеми, що виникли у лютому 1856. Брунель звинувачував Рассела у продажі 1200 т металу для покриття боргів, через які роботу призупинили і корабель перейшов до банку-кредитора. Вони орендували за 1000 фунтів на місяць корабельню Messrs Scott, Russel & Co з обладнанням у іншого банку-кредитора до 12 серпня 1857. Східна компанія добудову доручила Брунелеві, який використав працю 12 000 робітників, в тому числі дітей. Роботу відновили у травні і Брунель зобовязався завершити його до листопаду 1857. У цей час почали проектувати Суецький канал і виникла небезпека того, що Great Eastern не зможе через нього пройти. Та на час завершення будівництва каналу Great Eastern вже давно був виведений з пасажирських перевезень.
Невдалий спуск на воду провели 3 листопада 1857, коли через технічні проблеми загинув робітник. На нього було продано 3000 квитків для глядачів. Помилково корабель з назвою «Левіафан» хрестили не шампанським, а водою і він пройшов лише 1 метр, оскільки потужності лебідок не вистарчило для переміщення. Спроби 19, 28 знову були невдалими. Повторний спуск бортом за допомогою гідравлічних помп здійснили 31 січня 1858 о 01:42. Затримка обійшлась у додаткові 120 000 фунтів. Після ряду наступних аварій, пожежі забобонні моряки вважали біблейське ім'я «Левіафан» проклятим, надавши у липні 1858 нове ім'я «Great Eastern» («Великий Східний»). За день до першого рейсу 53-річний Брунель отримав інсульт і помер через декілька днів.

## Використання

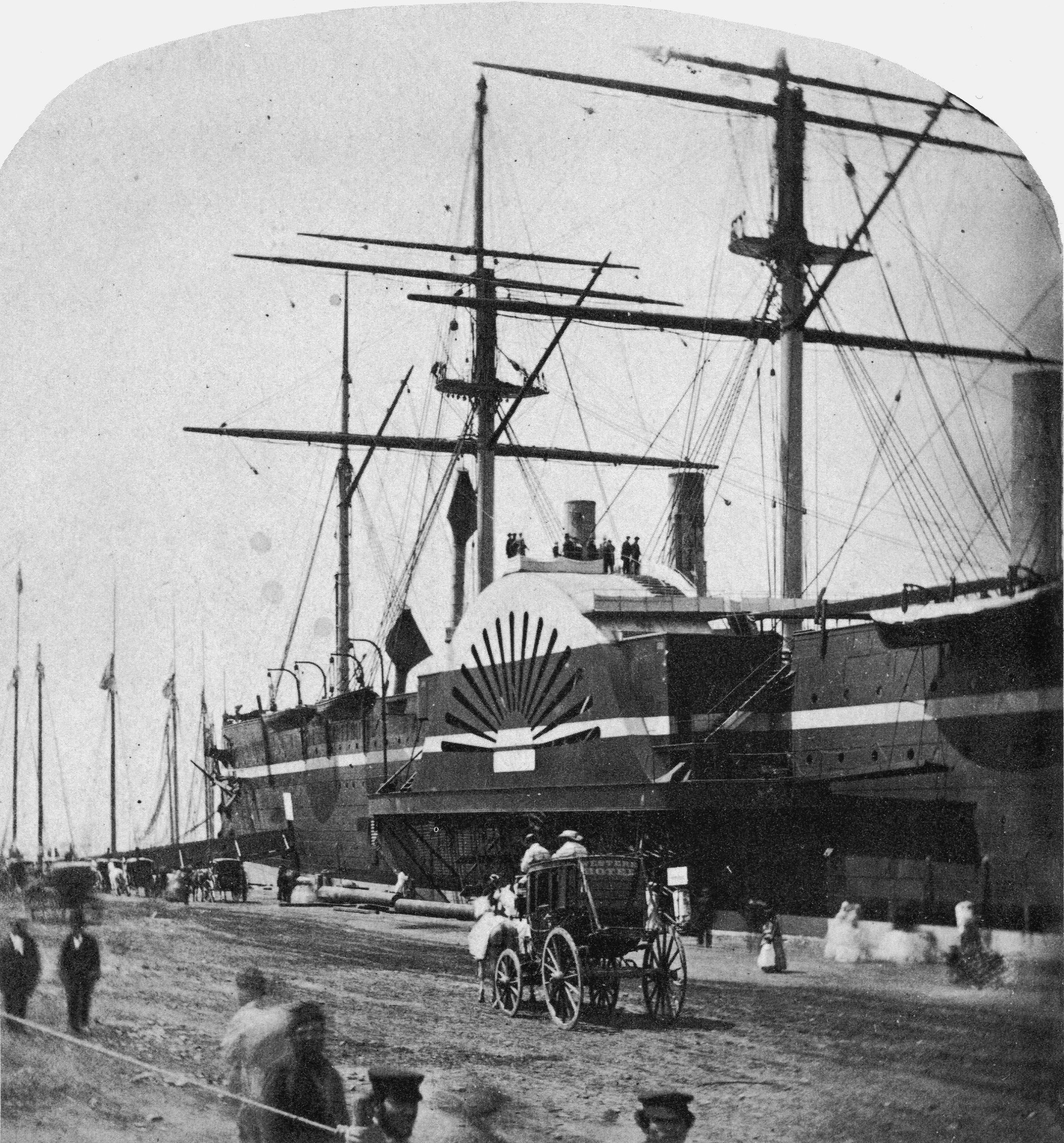
SS Great Eastern у Нью-Йорку. 1860

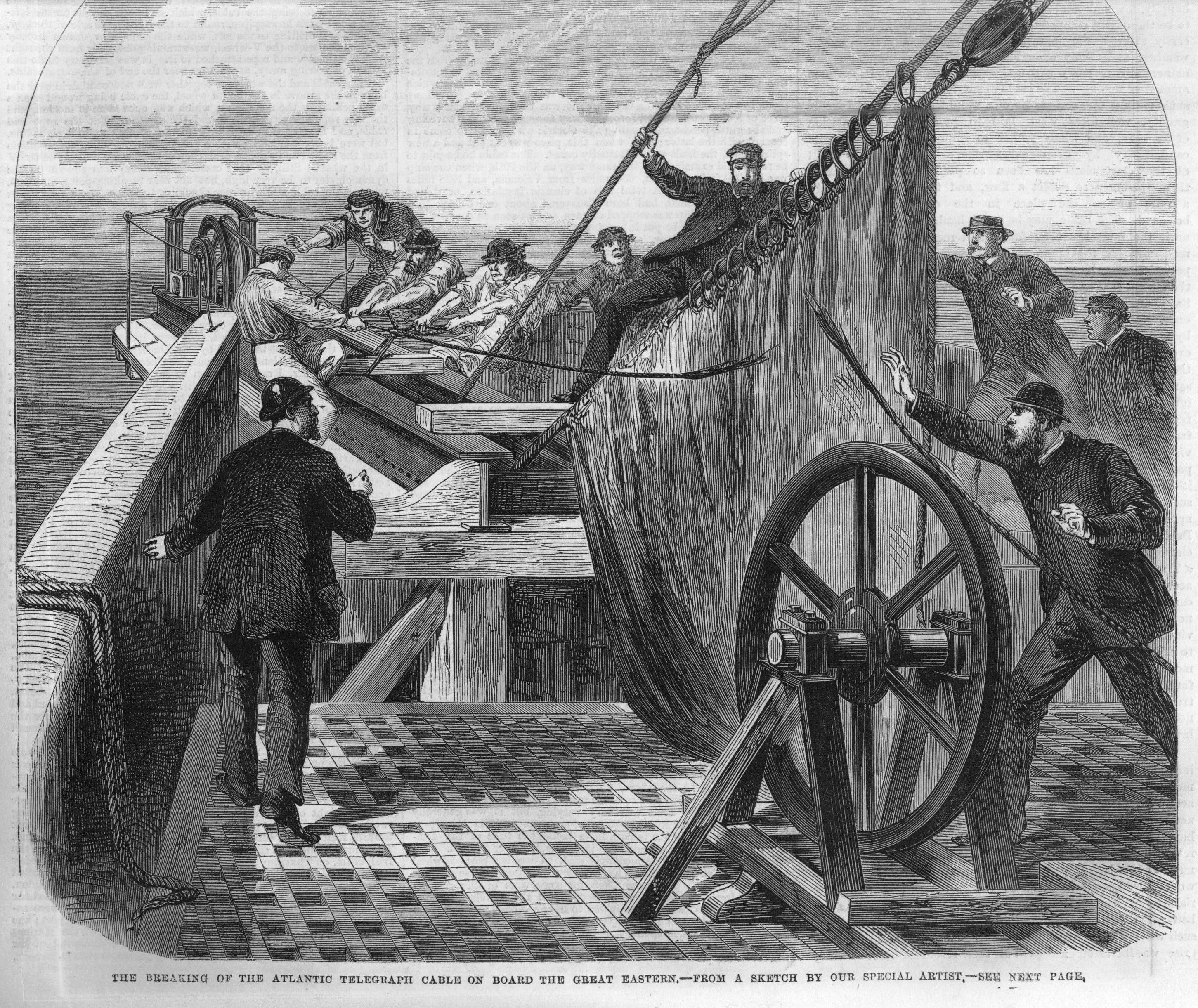
Прокладення кабелю

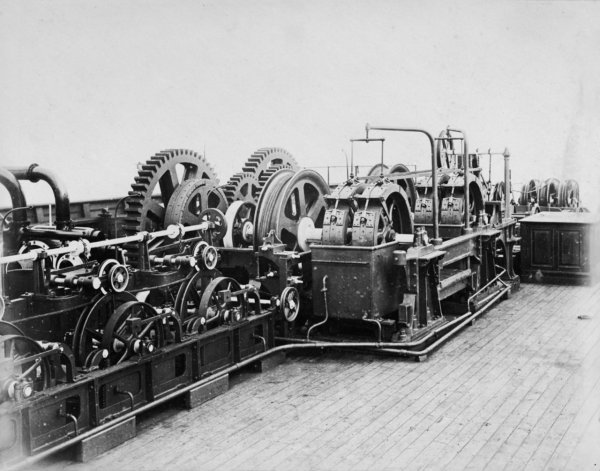
Механізм прокладення кабелю

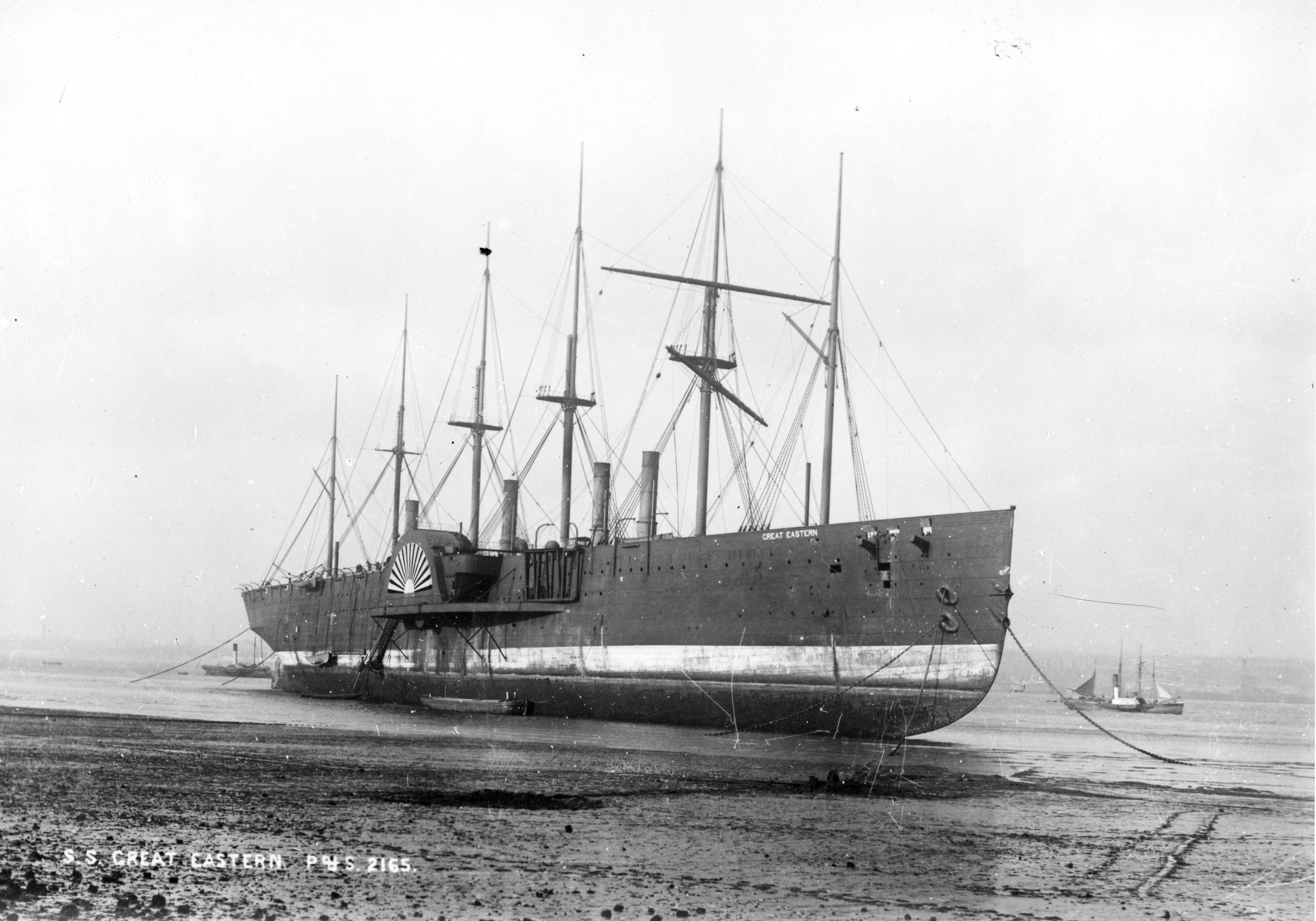
SS Great Eastern в очікуванні порізки на брухт біля Ліверпулю. 1889

Перший рейс через Атлантику перенесли з 30 серпня 1859 на 6 вересня. У Канаді було укладено угоду про будівництво спеціальної пристані. Корабель вийшов з Темзи до Ла-Маншу і 9 вересня Гастінгсі відбувся вибух пари, від чого постраждали десяток кочегарів, декілька загинуло. Хоча від був збудований для далекосхідних рейсів, використовувався лише у Атлантиці. Через п'яний екіпаж пароплав вирушив з денним запізненням 17 червня 1860 Great Eastern вирушив у перший рейс до США з 35 пасажирами, 8 представниками компанії та 418 особами екіпажу. Подорож зайняла 10 днів 19 годин. У другий рейс до Канади за 8 днів 6 годин перевезли 2144 військових, 473 жінок і дітей офіцерів, 40 пасажирів, 200 коней. До Англії він перевіз 357 пасажирів. У другий рейс перевезли 100 пасажирів, але човен для перевезення їх з берега сів на мілину, через що їх довелось рятувати. Назад привезли 194 особу і 5000 т пшениці.
10 вересня 1861 штормова хвиля при виході з Ліверпуля зірвала ліве гребне колесо, а праве було вщент розбите, як і стерно. Завдяки пасажиру, інженеру-будівельнику з США Гамільтону Е. Товле вдалось тимчасово зафіксувати стерно і частково повернути керованість корабля. Лише після 75 годин дрейфу і стихання шторму вдалось відновити керування стерном і дійти до Ірландії, звідки пасажирів іншими рейсами відправили до США.
Після аварій 1861 наступного, 1862 було здійснено дві подорожі до США у травні і липні місяцях, коли відповідно перевезли 138, 389, 376, 500 пасажирів, зокрема президента Ліберії, близько 20 000 т вантажу. 17 серпня 1862 корабель вийшов з Ліверпулю з 1500 пасажирів, значним вантажем і осадкою 9,1 м.
27 серпня 1862 капітан не бажав з такою осадкою входити до порту Нью-Йорка і йти до Flushing Bay у протоці Іст-Ривер. О 01:30 на корабель прибув лоцман. О 02:00 біля Лонг-Айленд пароплав сів на риф, отримавши 30-м пошкодження зовнішнього корпусу. Завдяки подвійному корпусу наступного дня пароплав самостійно дійшов до порту Нью-Йорка. Через відсутність відповідного доку ремонт тривав 3 місяці і коштував 70 000 фунтів.
У 1863 Great Eastern за три подорожі перевіз до США 2 700 осіб і 970 назад, втративши 20.000 фунтів і 142.000 на кінець року. Через це припинили рейси пароплава і 14 січня 1864 вирішили продати. На аукціоні його купили за 20 000 фунтів при вартості самого металу 100 000 фунтів. Була створена нова компанія, що зафрахтувала SS Great Eastern і близько 12 років використовувала його для прокладення трансатлантичних кабелів.
Для цього усунули 4-ту димову трубу з під'єднаними котлами, салони, каюти під відкриті танки для кабелю. 1865 проклали 4200 км трансатлантичного кабелю. У 1866–1878 поклали 48 000 км телеграфного кабелю до Бреста, Адена (1869), Бомбея (1870). 1867 в шторм відірвалась лебідка, вбивши 4 матросів. Через незначний прибуток SS Great Eastern згодом переобладнали у плавучий палац, концертну залу.
У жовтні 1885 пароплав продали, а 1886 його зафрахтував Д. Левіс для плавучої виставки (англ. Lewis's Exhibition) — реклами універмагу Lewis's у Ліверпулі, отримуючи від квитків більший прибуток, ніж попередні власники від пасажирів. У серпні 1888 його продали ще раз за 16.000 фунтів і перевели до Ліверпулю. У січні 1889 почався демонтаж, що тривав 18 місяців. За легендою поміж подвійними стінками віднайшли два скелети.

## Конструкція

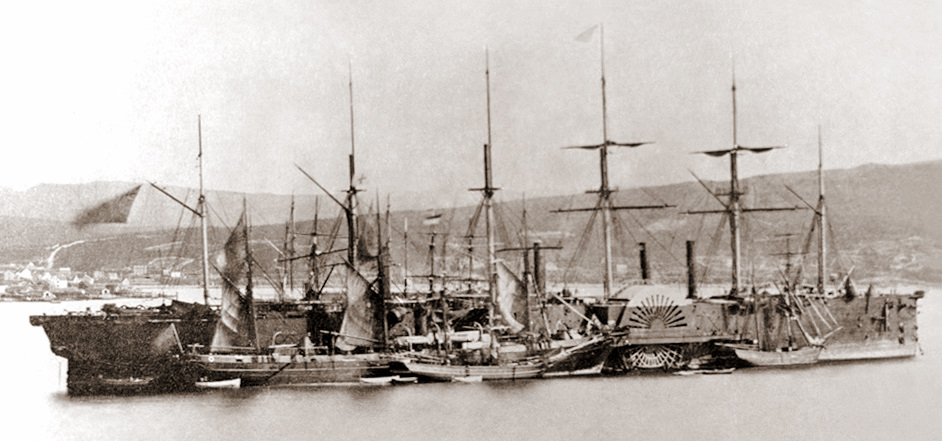
SS Great Eastern у затоці Ньюфаундленду і Лабрадору. Липень 1866

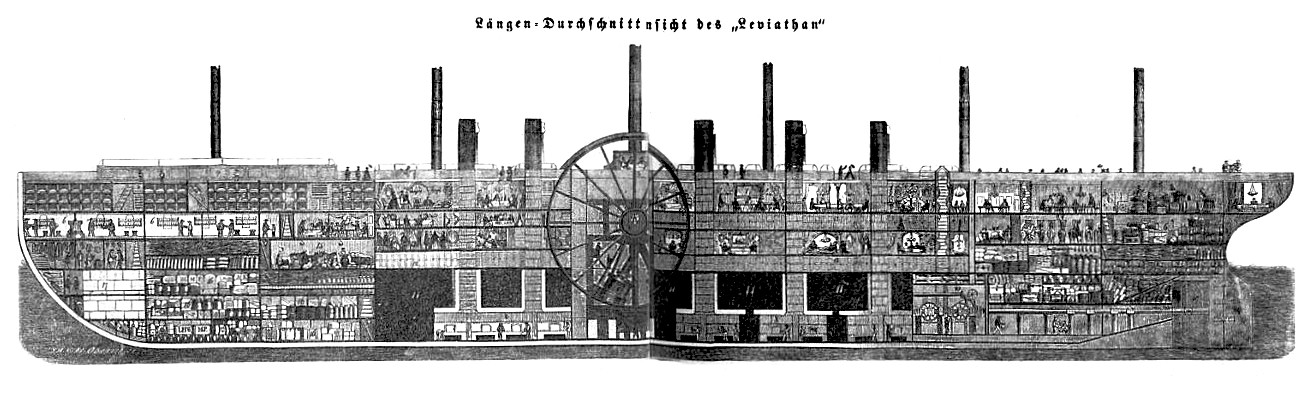
Переріз SS Great Eastern

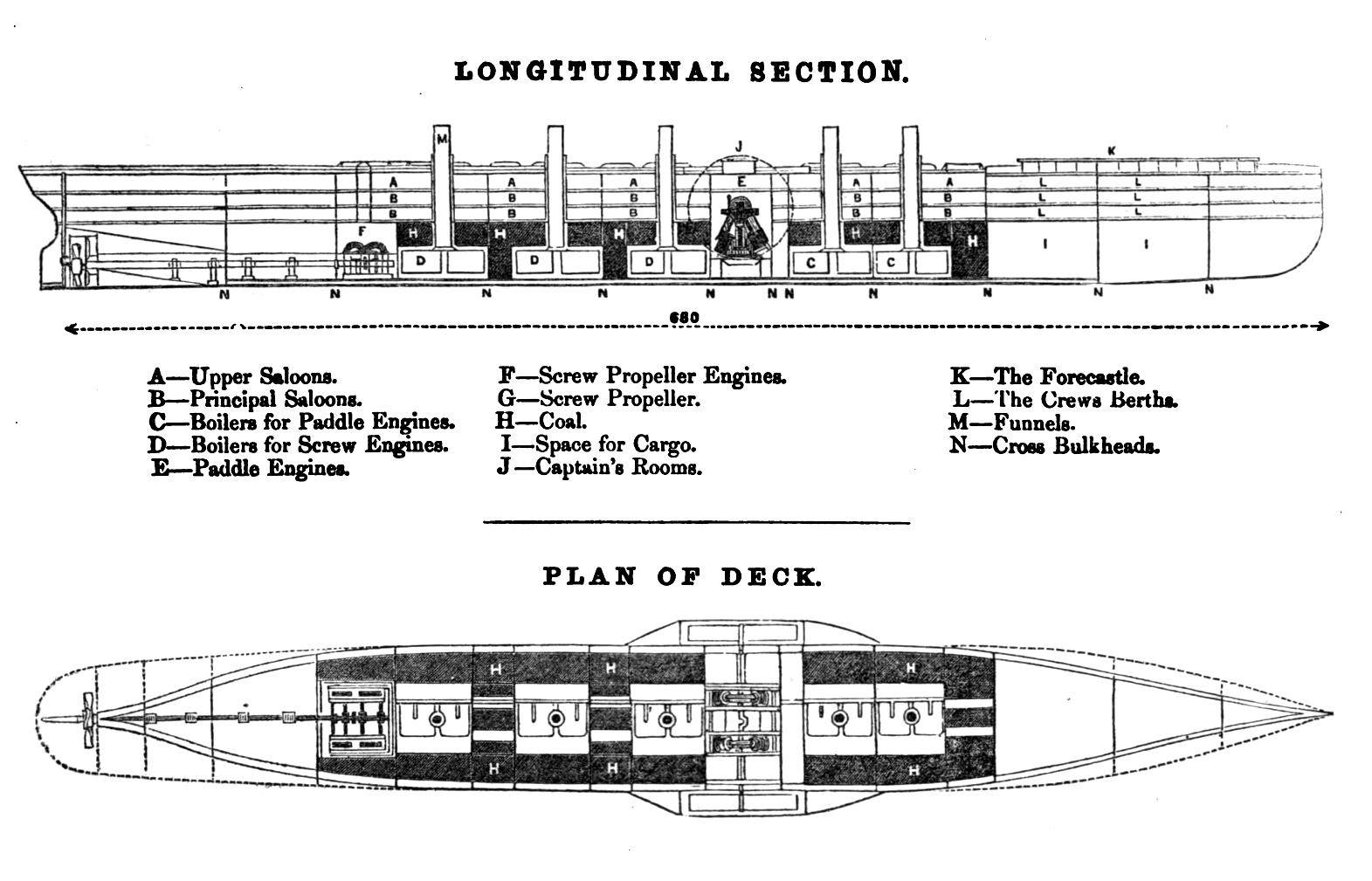
Схема машинного відділення та вугільних бункерів

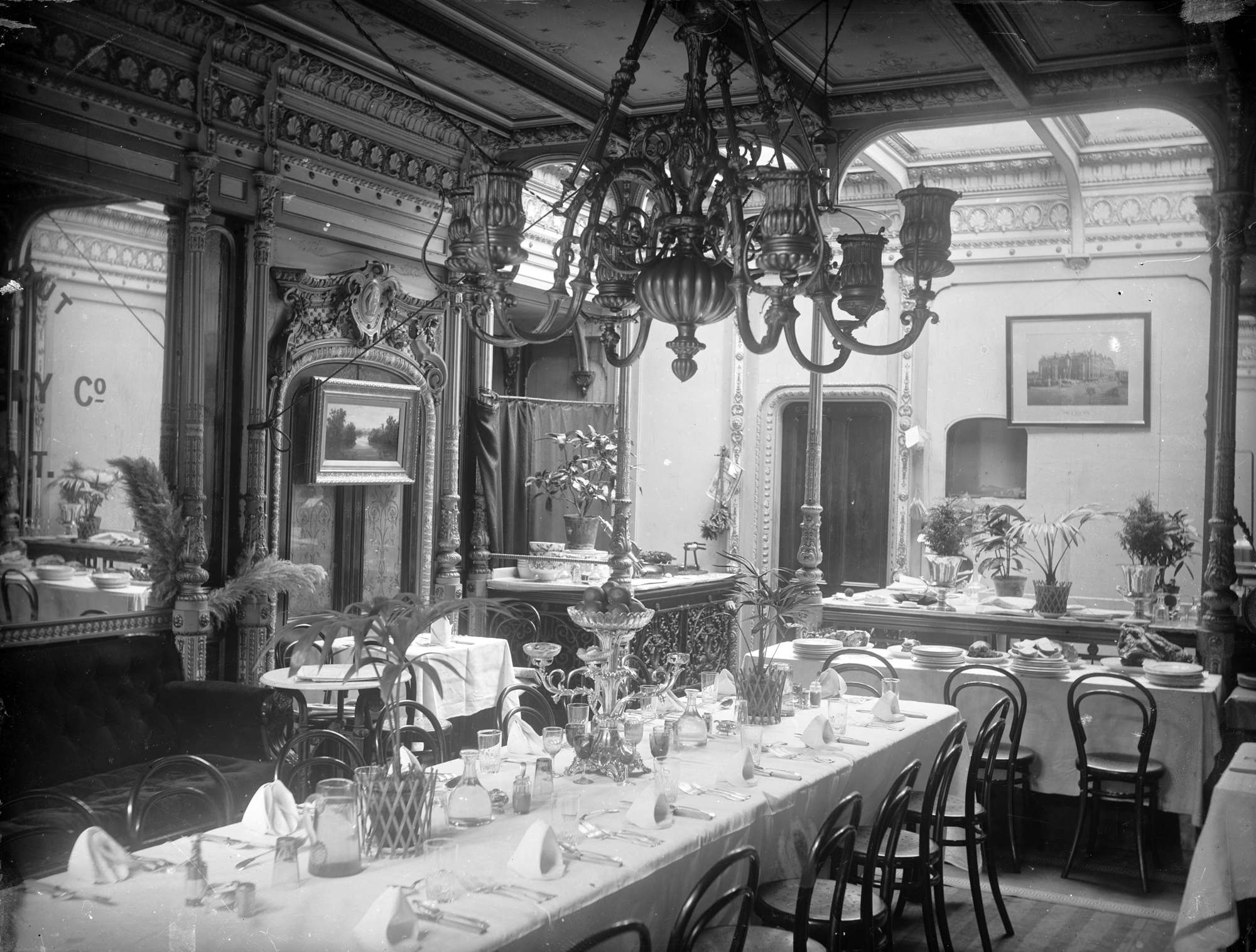
Салон SS Great Eastern

Корпус з подвійними бортами (відстань 0,85 м) повністю зібрали з 19-мм листів сталі. Шість щогл несли вітрила: 2-а, 3-а, 4-а по три прямих, решта гафельні. Площа вітрил за різними даними становила 1 686 — 5 450 м². Через відсутність відповідних термінів щогли називали за днями тижня: «понеділок» (фок) — «субота» (бізань). Пароплав отримав два гребні колеса діаметром 17 м (11 об/хв.) і 4-лопатевий гвинт діаметром 7,3 м (39 об/хв.). Через різницю в осадці порожнього і навантаженого корабля у 5 м діаметр коліс можна було зменшувати до 14 м. У кожному колесі містилось по 30 лопатей (3,9 м × 1,0 м) Їх приводили в дію дві парові машини спільною потужністю 8 300 к.с.. Для парової машини «Скотт Рассел» гребних коліс у 3 400 к.с. пару під тиском 1,6 атмосфери виробляли 4 парові котли Ватта, а шість котлів призначались для парової машини фірми «Джеймс Ватт і Ко.» на 4 гвинти потужністю 900 к.с.. Топки котлів були під'єднані до п'яти димових труб — одна топка і димова труба на 2 котли. Площа колосникової решітки складала 200 м², площа нагріву — 4 270 м².
Швидкість пароплава становила 12,5 вузлів, а на повному ході щоденна витрата вугілля становила 380 тонн. Для морехідності корабля його довжину обрали приблизно рівною довжині хвиль в океані. Для жорсткості корпусу вздовж дна, бортів, палуби пропустили стрингери, до яких кріпили 10 водонепроникних перегородок. Машинне і котельні відділення (близько 107 м довжини, 18 м висоти) розділяли дві поздовжні водонепроникні переборки. Вітрила виявились непридатними для використання, оскільки могли загорітись від п'яти димових труб.
Пароплав міг прийняти 4 000 пасажирів (800 у каютах І класу, 2000 — ІІ класу, 1200 — III класу) і 15 000 тонн вугілля. Носову і кормову частини корабля займали каюти пасажирів, екіпажу, центральне машинне відділення, вугільні бункери у нижній частині і три яруси салонів над ними. Але набрати стільки охочих для одного рейсу було неможливо. При першому рейсі вибухнув паровий котел і загинуло декілька осіб. У січні 1859 загинув капітан Вільям Гаррісон, коли в шторм у гавані Саутгемптона зі шлюпки керував входом SS Great Eastern. Через таку погану репутацію на перший трансатлантичний рейс набралось 35 пасажирів.
Пароплав був перебудований для прокладення кабелю, згодом для нових цілей.